# Безответная любовь (фильм, 1999)
«Безответная любовь» или «Танцовщица „Голубой Луны“» (хинди जानम समझा करो, Jaanam Samjha Karo, досл.: «Любимый, пойми меня») — индийская мелодрама, снятая на языке хинди и вышедшая в прокат 2 апреля 1999 года.

## Сюжет
Жизнь талантливой певицы и танцовщицы Чандни (Урмила Матондкар) находится под контролем трёх её тётушек и её бабушки. Она вынуждена работать в ночном клубе «Голубая Луна» и мечтает о том, как однажды появится мужчина её мечты и избавит её от этого сомнительного занятия и от домогательств владельца клуба. Во время выступления она знакомится с сердцеедом Рахулом (Салман Хан), который покоряет её своей настойчивостью. Чандни уверена, что наконец встретила своего принца, однако вскоре узнаёт, что для Рахула она всего лишь одна из его многочисленных подружек. Воспитанная в строгости девушка не спешит однако сблизиться с ловеласом, чем озадачивает его. Рахул не привык к долгому сопротивлению. Устав от его напористости, Чандни уезжает на гастроли в Лондон, но и там встречает Рахула, который не оставляет попыток завоевать Чандни. Когда девушку встречает дедушка Рахула (Шамми Капур), он требует от внука жениться на ней и закончить с распутной жизнью. Иначе Рахулу грозит лишение наследства.